# 奧祖爾蓋蒂市鎮
奧祖爾蓋蒂市鎮（羅馬化：Ozurgetis munitsipalit'et'i），是格魯吉亞西部古里亚大区的市鎮，中心城镇为奧祖爾蓋蒂。市镇面積为675平方公里，2021年人口数量为59,357人，人口密度每平方公里87.9人。